# Condado de Baylor
O Condado de Baylor é um dos 254 condados do estado norte-americano do Texas. A sede do condado é Seymour, e sua maior cidade é Seymour.
O condado possui uma área de 2 334 km² (dos quais 78 km² estão cobertos por água), uma população de 4 093 habitantes, e uma densidade populacional de 2 hab/km² (segundo o censo nacional de 2000).
O condado foi criado em 1858.